# 이르지 립타크
이르지 립타크(체코어: Jiří Lipták, 1982년 3월 30일~)는 체코의 사격 선수로 주 종목은 트랩이다. 2020년 하계 올림픽에서 트랩 종목 금메달을 획득했다.

## 경력
브르노 출신이다. 1999년에 청소년 국가대표로 발탁되었고, 2003년에 국가대표로 발탁되었다. 같은 해 고향인 브르노에서 열린 2003년 유럽 산탄총 선수권 대회를 통해 성인 국제 대회에 모습을 드러냈으며, 트랩 개인전에서 40위를 기록했다. 2008년 키프로스의 니코시아에서 열린 2008년 유럽 산탄총 선수권 대회에서 독일의 카르스텐 빈드리히와 대표팀 동료인 다비트 코스텔레츠키의 뒤를 이어 트랩 부문 3위에 오르면서 첫 국제 대회 개인 메달을 획득했다. 이후 2009년 슬로베니아 마리보르에서 열린 2009년 세계 산탄총 선수권 대회에서 개인전에서 36위를 기록했으나 코스텔레츠키와 로빈 다네크와 함께 참가한 단체전에서는 이탈리아와 슬로바키아의 뒤를 이어 동메달을 획득했다. 2010년 독일 뮌헨에서 열린 2010년 세계 선수권 대회 트랩 부문에서 스페인의 알베르토 페르난데스와 러시아의 알렉세이 알리포프의 뒤를 이어 3위로 동메달을 획득했다. 2011년 세르비아 베오그라드에서 열린 2011년 유럽 선수권 대회에서 트랩 부문 17위를 기록했으나 코스텔레츠키, 이르지 가흐와 함께 참가한 단체전에서 러시아와 이탈리아팀을 제치고 금메달을 획득했다.
2012년 5월에 키프로스의 라르나카에서 열린 2012년 유럽 산탄총 선수권 대회에서 크로아티아의 지오바니 체르노고라즈의 뒤를 이어 은메달을 획득했고, 단체전에서도 크로아티아팀의 뒤를 이어 은메달을 획득했다. 같은 해 8월에 영국 런던에서 열린 2012년 하계 올림픽에 참가하며 올림픽에 처음으로 출전했다. 그는 119점을 기록하며 18위에 올랐다. 2014년에는 스페인 그라나다에서 열린 2014년 세계 선수권 대회에 참가하였다. 그는 이 대회 개인전에서 슬로바키아의 에리크 바르가, 영국의 에드워드 링, 이탈리아의 조반니 펠리엘로에게 밀려 4위를 기록했으며, 단체전에서는 코스텔레츠키, 도네크와 함께 출전하여 이탈리아와 쿠웨이트의 뒤를 이어 동메달을 획득했다. 2015년 아제르바이잔의 바쿠에서 열린 2015년 유러피언 게임에 체코 국가대표로 참가했으며, 개인전 22위를 기록했다. 
2017년 8월 바쿠에서 열린 2017년 유럽 선수권 대회에서 개인전 7위를 기록했고, 코스텔레츠키와 블라디미르 슈테판와 함께 출전한 단체전에서 이탈리아와 쿠웨이트팀의 뒤를 이어 동메달을 획득했다. 같은 해 8월에 러시아 모스크바에서 열린 2017년 세계 산탄총 선수권 대회에서는 이탈리아의 다니엘레 레스카와 영국의 링의 뒤를 이어 개인전 동메달을 획득했고, 코스텔레츠키, 슈테판과 함께 이탈리아의 뒤를 이어 단체전 은메달을 획득했다. 2018년에는 오스트리아의 레오버스도르프에서 열린 유럽 산탄총 선수권 대회에서 슬로베니아의 보슈티안 마체크와 크로아티아의 안톤 글라스노비치의 뒤를 이어 개인전 동메달을 획득했다. 이듬해인 2019년 6월에는 벨라루스 민스크에서 열린 2019년 유러피언 게임에 참가하였으며, 개인전에서 코스텔레츠키와 발레리오 그라치니, 영국의 에런 헤딩의 뒤를 이어 4위를 했으며, 지나 흐르들리치코바와 함께 출전한 혼성전에서는 8위로 대회를 마쳤다. 같은 해 9월에는 이탈리아 로나토델가르다에서 열린 유럽 산탄총 선수권 대회에서 영국의 헤딩과 이탈리아의 마우로 데 필리피스를 제치고 개인전 금메달을 획득했다.
2021년 일본 도쿄에서 열린 2020년 하계 올림픽에 참가하였으며, 예선에서 124점을 기록하여 전체 1위로 결선에 진출했다. 결선에서는 4번의 경쟁 라운드를 거쳐 대표팀 동료인 코스텔레츠키와 단 둘이 결선에 남았으며, 서로 동점을 유지하다가 슛오프에서 7-6으로 코스텔레츠키를 누르고 금메달을 획득했다.